# L'Estampe moderne
L'Estampe moderne era una pubblicazione mensile francese edita tra maggio 1897 e aprile 1899 che con ogni rivista offriva quattro litografie originali.

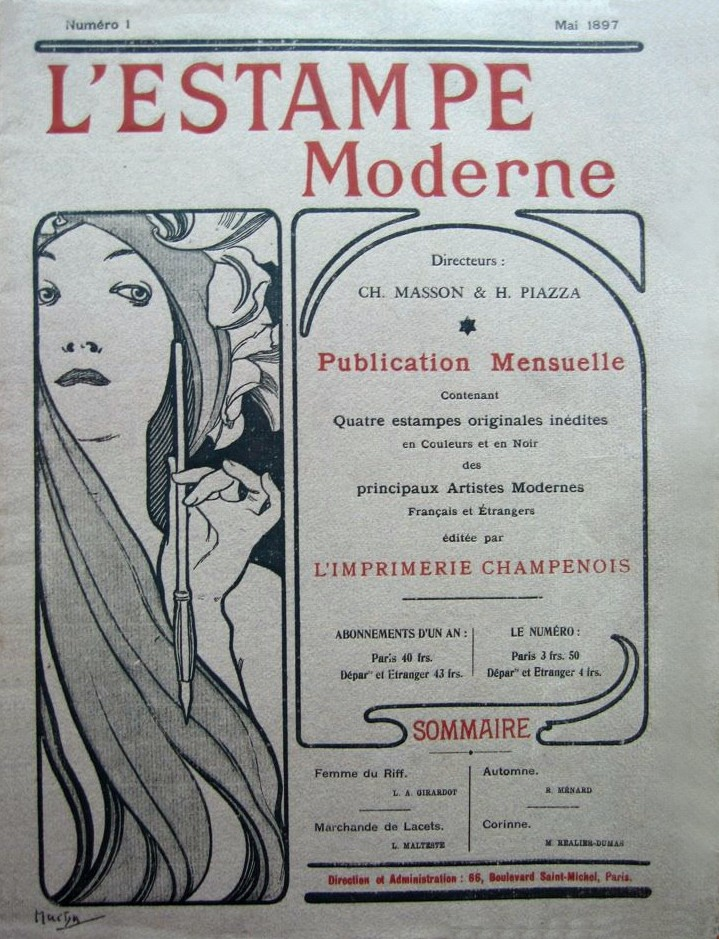
Copertina del primo numero de L'Estampe moderne

Nel 1890 il successo della cromolitografia in Francia cresce anche  alla pubblicazione di numerose riviste fra le quali L'Estampe originale (1893) pubblicata di André Marty, L’Épreuve, Journal-album d'art (1894)  pubblicata da Maurice Dumont, Les Maîtres de l'affiche (1895), L'Image e  L'Estampe et l'Affiche (1897).
Con l'Art Nouveau  vediamo il moltiplicarsi della produzione di manifesti artistici che gli estimatori iniziano a collezionare e Octave Uzanne definisce questa moda "affichomanie". 
Fra novembre 1895 e marzo 1896, esce la pubblicazione intitolata  L’Estampe moderne, moniteur mensuel des amateurs et des artistes era diretta dall'incisore Loÿs Delteil  che trattava soprattutto degli aspetti storiografici della stampa. 
L'Estampe moderne è frutto della collaborazione tra il giovane editore italiano Henri Piazza e il critico d'arte Charles Masson e si proponeva di offrire ad un più vasto pubblico l'accesso al mercato dell'incisione . La sede della rivista era situata a Parigi in Boulevard Saint-Michel e gli artisti selezionati non erano unicamente di nazionalità francese.
La progettazione della copertina è affidata ad Alfons Mucha. 
Sul volantino pubblicitario di lancio della rivista, viene annunciato che il primo numero costerà  3,50 franchie conterrà quattro stampe a colori e inedite, quindi il prezzo di ogni singola incisione era inferiore a un franco.
L'abbonamento annuale alla rivista costava 40 franchi e l'abbonato riceveva in premio due tavole e una di esse era opera di Alfons Mucha). 
Le prime quattro tavole sono: La donna di Riff di Girardot, Il Mercante di lacci di Malteste, Autunno di Émile-René Ménard e Corinne di Réalier-Dumas.

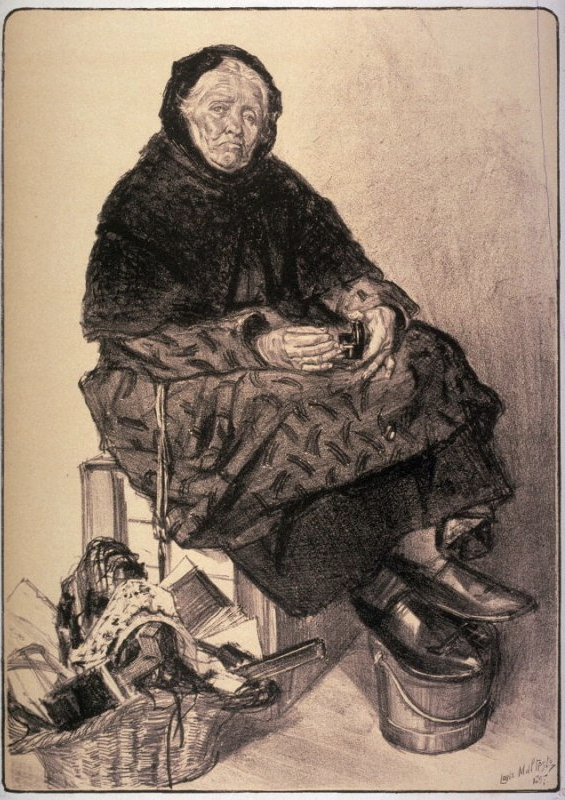
Louis Malteste, Mercante di lacci

Ogni incisione era presentata con un dossier formato portfolio  sul quale era riportato il numero di copia e un testo, solitamente una poesia, in tema con il soggetto dell'incisione.
Le stampe, non autografate, avevano un timbro a secco d'autenticità che riportava l'immagine di un bambino spettinato ed erano stampate su carta velina con dimensioni di 26,6 cm x 33,4 cm.
La tiratura ordinaria era di 2000 copie con 150 esemplari dedicati al Giappone. 
In totale ci furono 24 numeri quindi 96 tavole alle quali si aggiungono le 6 tavole destinate come premio per gli abbonati.

## Artisti pubblicati
L'Estampe moderne offrì a 98 artisti la possibilità di proporre a degli amatori le loro opere litografiche.
Fra questi artisti troviamo anche 5 artiste donne, evenienza abbastanza rara per l'epoca.
- Alfred Agache
- Edmond Aman-Jean
- Albert-Émile Artigue
- Paul Balluriau
- Jacques Baseilhac
- Camille Bellanger
- Henri Bellery-Desfontaines
- Émile Berchmans
- Paul Berthon
- Armand Berton
- Jules-Gustave Besson
- Louis Borgex
- Firmin Bouisset
- Henri Boutet
- Félix Bracquemond
- Louise Catherine Breslau
- Edward Burne-Jones
- Gaston Bussière
- Antoine Calbet
- Hans Christiansen
- Raphaël Collin
- Fernand Cormon
- Gaston Darbour
- Eugène Delâtre
- Marguerite Delorme
- George Desvallières
- Henry Detouche
- Henri Patrice Dillon
- Étienne Dinet
- Charles Doudelet
- Guillaume Dubufe
- Maurice Eliot
- Robert Engels
- Henri Evenepoel
- Henri Fantin-Latour
- Georges de Feure
- Jules Flandrin
- Adolphe Giraldon
- Louis-Auguste Girardot
- Auguste François-Marie Gorguet
- Fernand-Louis Gottlob
- Jeanne Granès
- Eugène Grasset
- Charles-François-Prosper Guérin
- François Guiguet
- Henri Guinier
- Maximilienne Guyon
- Louis Welden Hawkins
- Paul César Helleu
- Paul Herrmann
- Henri-Gabriel Ibels
- Jeanne Jacquemin
- Angelo Jank
- Francis Jourdain
- Gaston de Latenay
- Ernest Laurent
- Paul Albert Laurens
- Charles Léandre
- Auguste Lepère
- Paul Leroy
- Henri Le Sidaner
- Alphonse Lévy
- Lucien Lévy-Dhurmer
- Ferdinand Luigini
- Henri Martin
- René Ménard
- Franz Melchers
- Luc-Olivier Merson
- Henri Meunier
- Lucien Hector Monod
- Alfons Mucha
- Jules-Alexis Muenier
- Alfredo Müller
- Fernand Piet
- Armand Point
- René-Xavier Prinet
- Victor Prouvé
- Puvis de Chavannes
- Richard Ranft
- Armand Rassenfosse
- Maurice Réalier-Dumas
- Manuel Robbe
- Auguste Roedel
- Lucien Simon
- Théophile Alexandre Steinlen
- Raoul André Ulmann
- Émile Auguste Wéry
- Adolphe Willette

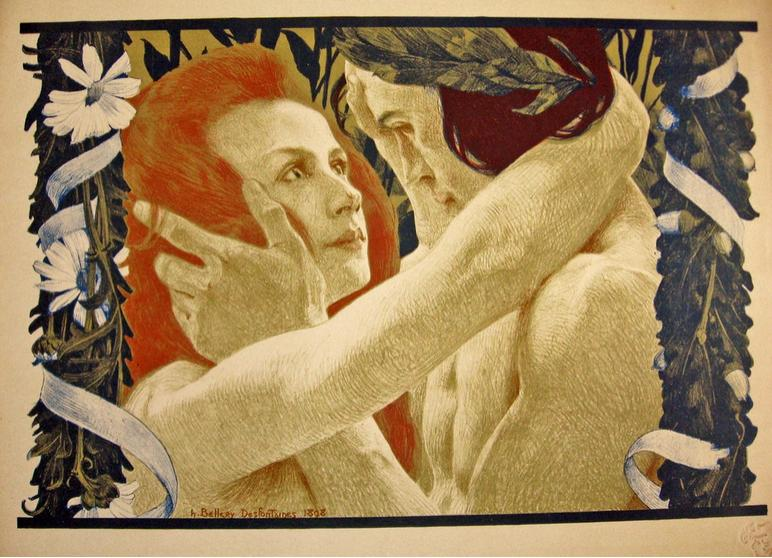
L'Enigme, cromolitografia da un disegno e incisione di Henry Bellery-Desfontaines, una delle quattro stampe del primo numero della rivista L'Estampe moderne
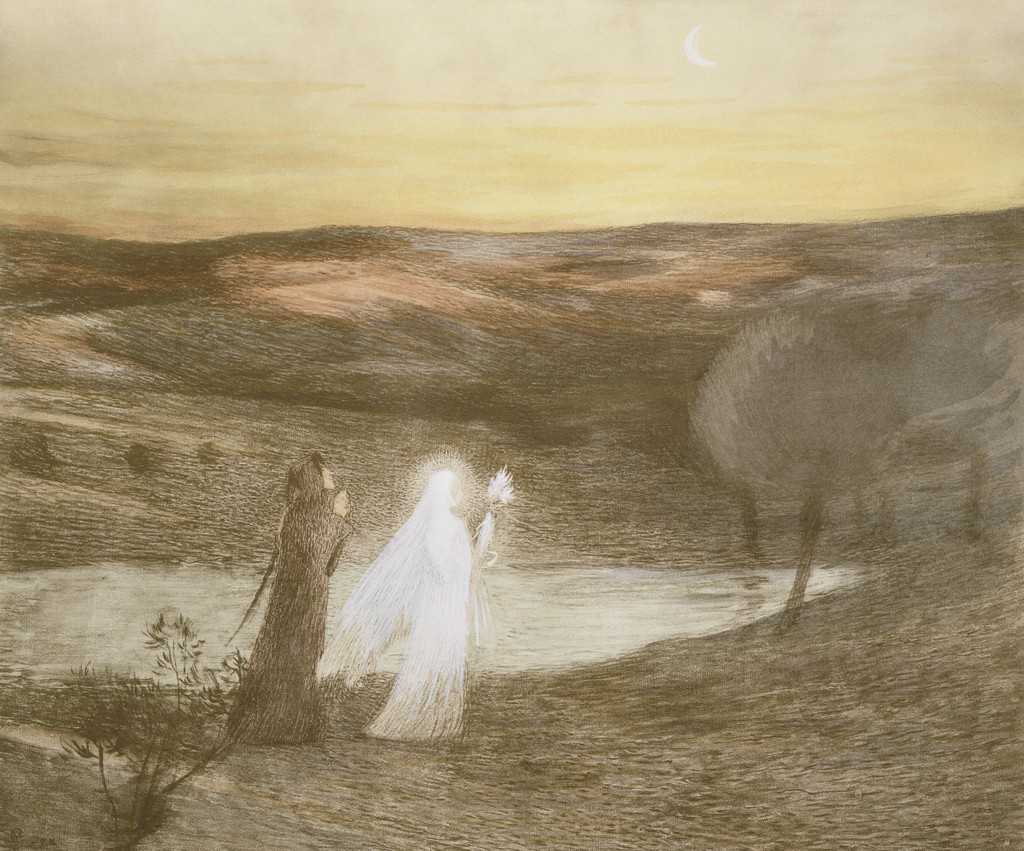
Dante incontra Beatrice - Henri Martin
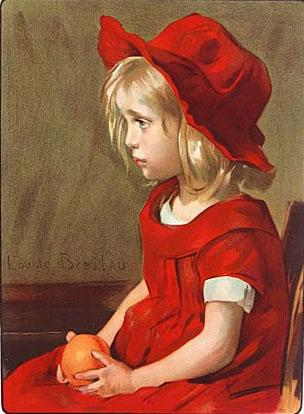
Louise-Catherine-Breslau - Fillette à l'orange
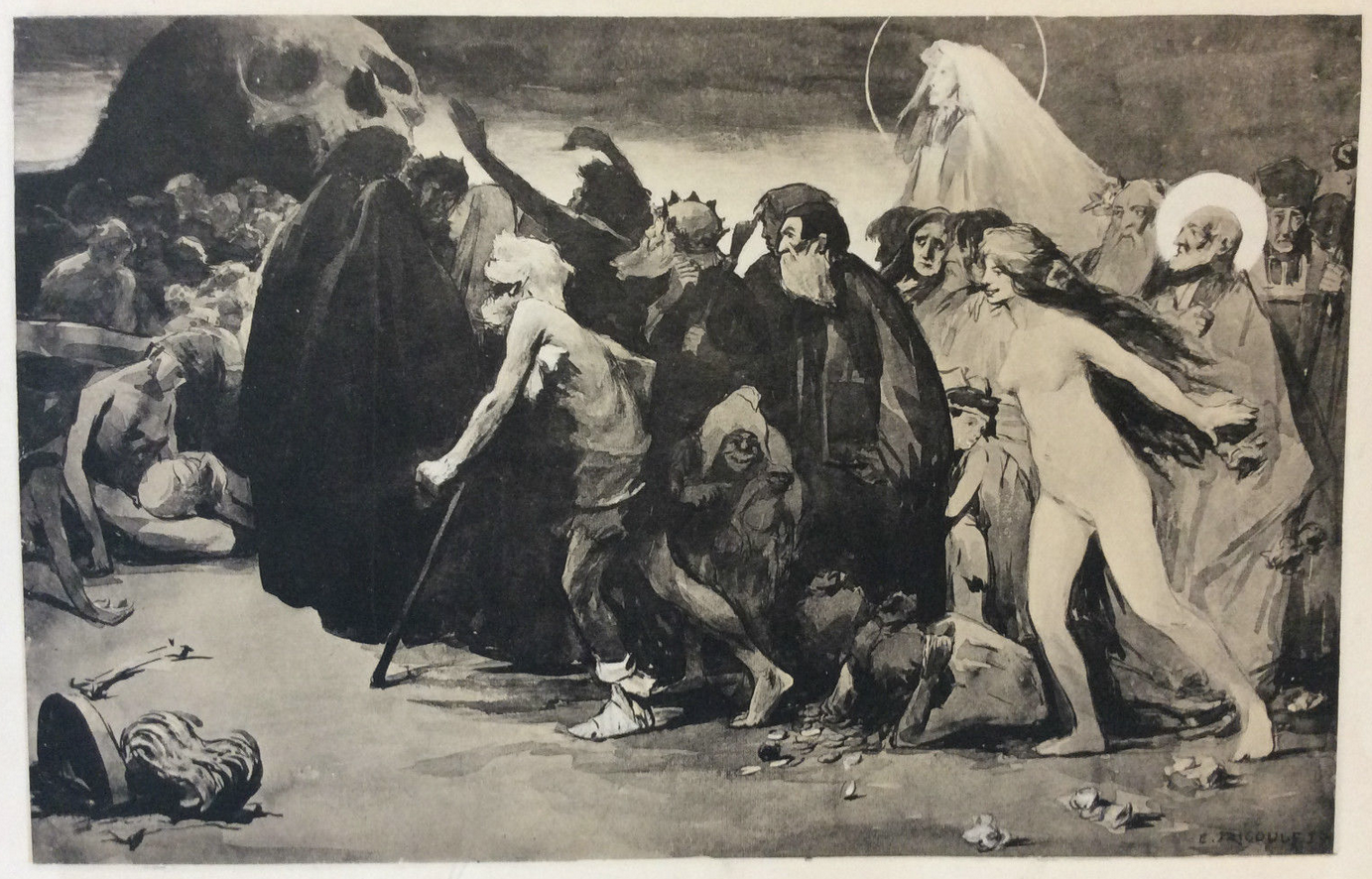
Eugène Trigoulet  - Le Chemin de la mort
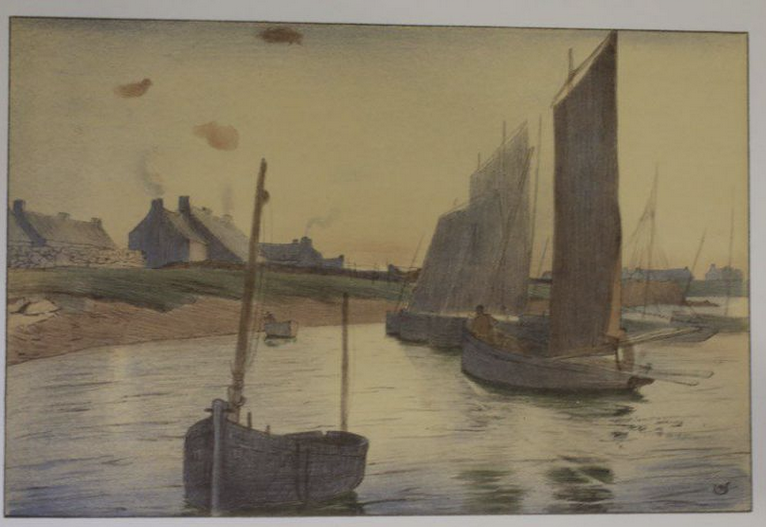
Ulmann - Tristesse sur la mer